# 格普圖爾卡河
格普圖爾卡河（烏克蘭語：Гептурка），是烏克蘭的河流，位於該國西南部，屬於圖里亞河的左支流，發源自列別金西北面，流經切爾卡瑟州，河道全長0.6公里，流域面積1平方公里。